# Ceratinopsis delicata
Ceratinopsis delicata là một loài nhện trong họ Linyphiidae.
Loài này thuộc chi Ceratinopsis. Ceratinopsis delicata được Ralph Vary Chamberlin & Wilton Ivie miêu tả năm 1939.